# Воздух свободы (фильм)
«Во́здух свобо́ды» (исп. Aire libre; другое название — «На свежем воздухе») — кинофильм.

## Сюжет
Французский ботаник Эме Бонплан и немецкий естествоиспытатель Александр фон Гумбольдт в исследовательских целях путешествуют по недавно открытой и активно осваиваемой испанской колонии на американском континенте. Они встречают там «цивилизованного» аборигена с женой, который становится их проводником и рассказывает о тяготах, испытываемых местным населением в результате слишком агрессивной миссионерской деятельности и попыток «окультуривания дикарей». Друзья изучают местные обычаи и стараются хоть как-то помочь. В результате чего попадают в некоторые неприятные истории. Попутно разыгрывается небольшая любовная интрига между натуралистом и врачом в одном лице (Рой Дюпюи) и дочерью местного испанского губернатора. Но натуралист несколько не от мира сего, поэтому продолжения истории не случилось — его больше привлекали формы орхидей, чем испанские стати… Кроме того, натуралист оказался умелой акушеркой и принял роды у жены проводника, да ещё в разгар землетрясения.

## В ролях
| Актёр            | Роль                                |
| ---------------- | ----------------------------------- |
| Рой Дюпюи        | Эме Бонплан                         |
| Кристиан Вадим   | Александр фон Гумбольдт в молодости |
| Карлос Крус      | Педро Монтанар                      |
| Вольфганг Прайс  | Александр фон Гумбольдт в старости  |
| Дора Маццоне     | Ана Вильяэрмоса                     |
| Димас Гонсалес   | Сесар Ривера                        |
| Орландо Урданета | беглец                              |